# Frunevetmab
Frunevetmab é um anticorpo monoclonal, sendo uma droga de uso veterinário utilizado para o tratamento da dor na osteoartrite em gatos. Foi desenvolvida pela Nexvet Australia Pty, Ltd.